# 1353
1353 (MCCCLIII) fue un año común comenzado en martes del calendario juliano, en vigor en aquella fecha.

## Acontecimientos
- En Italia, Giovanni Boccaccio finaliza el Decamerón.
- 3 de marzo: en Suiza, el cantón de Berna firma una alianza con la Confederación Suiza.
- En 1353, los tres cantones originales se habían unido con los cantones de Glaris y Zug, y con las ciudades-estado de Lucerna, Zúrich y Berna para formar la Antigua Confederación de ocho estados que existió hasta finales del siglo XV. La expansión territorial ayudó a incrementar el poder y la riqueza de la confederación.

## Nacimientos
- Margarita I, reina danesa.
- Thomas Arundel (f. 1414), religioso inglés, arzobispo de Canterbury.
- Vladímir el Valiente (f. 1410), príncipe y militar ruso.

## Fallecimientos
- 2 de febrero: Ana de Baviera, reina checa, segunda esposa de Carlos IV de Luxemburgo.